# ناسا (بازیکن فوتبال، زاده ۱۹۷۹)
مارکوس آنتونیو گارسیا ناسیمنتو (به پرتغالی: Marcos Antonio García Nascimento) هافبک اهل برزیل است که در شهر فرانکا و در تاریخ ۲۱ اکتبر ۱۹۷۹ به دنیا آمده‌است.
مارکوس آنتونیو گارسیا ناسیمنتو در تیم‌های فوتبال باشگاه فوتبال کیوتو سانگا، آلبیرکس نیگاتا، Querétaro، Celaya، Huracanes Colima، Rampla Juniors، Querétaro، Peñarol، باشگاه ورزشی دفنسور، Atenas، Deportes Concepción، Luverdense سابقهٔ حضور دارد.